# Yashin Trophy
Yashin Trophy – nagroda im. radzieckiego bramkarza Lwa Jaszyna dla najlepszego bramkarza wręczana przez France Football na gali Złotej Piłki.
Aktualnym posiadaczem nagrody jest Emiliano Martínez.

## Zwycięzcy
| Rok  | Miejsce                    | Zawodnik                   | Kraj                       | Klub                            | Punkty                     | Uwagi                      |
| ---- | -------------------------- | -------------------------- | -------------------------- | ------------------------------- | -------------------------- | -------------------------- |
| 2019 | 1.                         | Alisson                    | Brazylia                   | Liverpool                       | 795                        |                            |
| 2019 | 2.                         | Marc-André ter Stegen      | Niemcy                     | FC Barcelona                    | 284                        |                            |
| 2019 | 3.                         | Ederson                    | Brazylia                   | Manchester City                 | 142                        |                            |
| 2019 | 4.                         | Jan Oblak                  | Słowenia                   | Atlético Madryt                 | 131                        |                            |
| 2019 | 5.                         | Hugo Lloris                | Francja                    | Tottenham Hotspur               | 80                         |                            |
| 2020 | Plebiscyt został odwołany. | Plebiscyt został odwołany. | Plebiscyt został odwołany. | Plebiscyt został odwołany.      | Plebiscyt został odwołany. | Plebiscyt został odwołany. |
| 2021 | 1.                         | Gianluigi Donnarumma       | Włochy                     | A.C. Milan/ Paris Saint-Germain | 594                        |                            |
| 2021 | 2.                         | Édouard Mendy              | Senegal                    | Chelsea                         | 404                        |                            |
| 2021 | 3.                         | Jan Oblak                  | Słowenia                   | Atletico Madryt                 | 155                        |                            |
| 2021 | 4.                         | Ederson                    | Brazylia                   | Manchester City                 | 93                         |                            |
| 2021 | 5.                         | Manuel Neuer               | Niemcy                     | Bayern Monachium                | 91                         |                            |
| 2022 | 1.                         | Thibaut Courtois           | Belgia                     | Real Madryt                     |                            |                            |
| 2022 | 2.                         | Alisson                    | Brazylia                   | Liverpool                       |                            |                            |
| 2022 | 3.                         | Ederson                    | Brazylia                   | Manchester City                 |                            |                            |
| 2022 | 4.                         | Édouard Mendy              | Senegal                    | Chelsea                         |                            |                            |
| 2022 | 5.                         | Mike Maignan               | Francja                    | A.C. Milan                      |                            |                            |
| 2023 | 1.                         | Emiliano Martínez          | Argentyna                  | Aston Villa                     |                            |                            |
| 2023 | 2.                         | Ederson                    | Brazylia                   | Manchester City                 |                            |                            |
| 2023 | 3.                         | Yassine Bounou             | Maroko                     | Sevilla/ Al-Hilal               |                            |                            |
| 2023 | 4.                         | Thibaut Courtois           | Belgia                     | Real Madryt                     |                            |                            |
| 2023 | 5.                         | Marc-André ter Stegen      | Niemcy                     | FC Barcelona                    |                            |                            |
| 2024 | 1.                         | Emiliano Martínez          | Argentyna                  | Aston Villa                     |                            |                            |
| 2024 | 2.                         | Unai Simón                 | Hiszpania                  | Athletic Bilbao                 |                            |                            |
| 2024 | 3.                         | Andrij Łunin               | Ukraina                    | Real Madryt                     |                            |                            |
| 2024 | 4.                         | Gianluigi Donnarumma       | Włochy                     | Paris Saint-Germain             |                            |                            |
| 2024 | 5.                         | Mike Maignan               | Francja                    | A.C. Milan                      |                            |                            |

### Klasyfikacja piłkarzy
| Zawodnik             | Liczba trofeów | Lata        |
| -------------------- | -------------- | ----------- |
| Emiliano Martínez    | 2              | 2023 i 2024 |
| Alisson              | 1              | 2019        |
| Gianluigi Donnarumma | 1              | 2021        |
| Thibaut Courtois     | 1              | 2022        |

### Klasyfikacja krajów
| Kraj      | Liczba zawodników | Liczba trofeów |
| --------- | ----------------- | -------------- |
| Argentyna | 1                 | 2              |
| Brazylia  | 1                 | 1              |
| Włochy    | 1                 | 1              |
| Belgia    | 1                 | 1              |

### Klasyfikacja klubów
| Klub                | Liczba zawodników | Liczba trofeów |
| ------------------- | ----------------- | -------------- |
| Aston Villa         | 1                 | 2              |
| Liverpool           | 1                 | 1              |
| A.C. Milan          | 1                 | 1              |
| Paris Saint-Germain | 1                 | 1              |
| Real Madryt         | 1                 | 1              |